# Тэсима

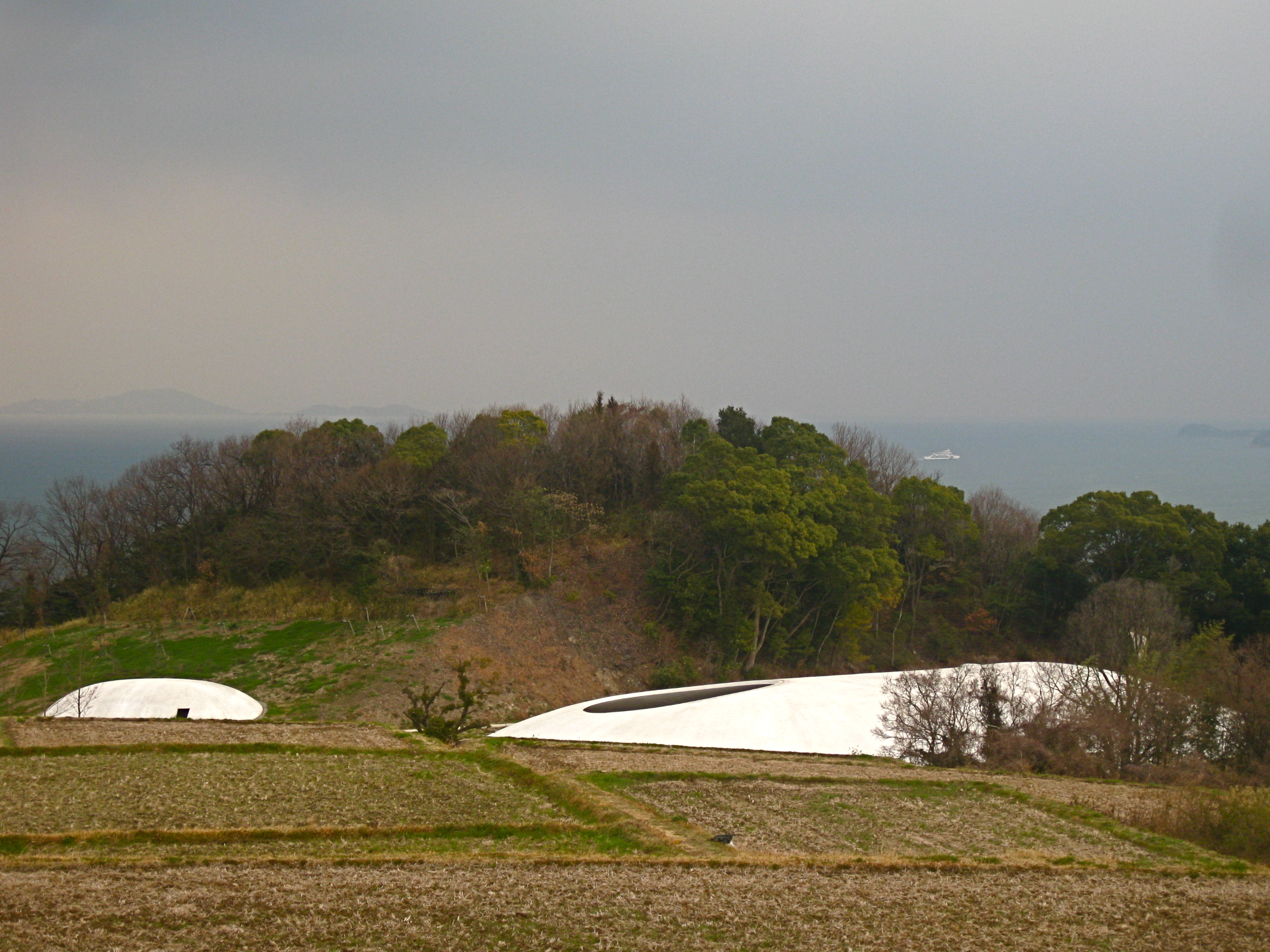
Музей искусств на Тэсиме

Тэсима — остров во Внутреннем Японском море, между островами Наосима и Сёдосима. Принадлежит префектуре Кагава. Площадь острова — 14.5 км², население около 1000 человек. Развито сельское хозяйство.
Остров знаменит Музеем искусств на Тэсиме — конструктивистским бетонным зданием причудливой округлой формы (архитектор Рюэ Нисидзава), в котором выставлено, однако, единственное произведение искусства — композиция Реи Наито «Матрица». Музей был открыт в 2010 году. С 2010 года Тэсима является одной из четырнадцати локаций (двенадцать островов и два приморских города), где проводится международный фестиваль современного искусства Триеннале Сетоути.